# Alberto Sironi
Pour les articles homonymes, voir Sironi.
Alberto Sironi (né à Busto Arsizio le 7 août 1940 et mort à Assise le 5 août 2019) est un réalisateur télévisuel italien connu pour avoir réalisé la série télévisée Commissaire Montalbano.

## Biographie
Alberto Sironi se forme à l'école d'art dramatique du Piccolo Teatro di Milano, dirigée par Giorgio Strehler et Paolo Grassi.
Après différentes expériences théâtrales au Piccolo Teatro, dans les années 1970, il commence à collaborer avec la RAI pour laquelle il réalise des enquêtes en Italie et à l'étranger. Il collabore avec les rédactions sportives, en particulier avec Beppe Viola (it). En 1978, il scénarise et réalise deux téléfilms tirés du recueil de récits Il centodelitti (it) de Giorgio Scerbanenco.
À partir de la fin des années 1990, il réalise les épisodes de la fameuse fiction Commissaire Montalbano (Il commissario Montalbano) de la RAI, inspirée par les romans d'Andrea Camilleri,, choisissant Luca Zingaretti dans le rôle principal.
Il meurt le 5 août 2019, deux jours avant son soixante-dix-neuvième anniversaire, après une longue maladie.
Son fils Carlo Sironi est aussi un réalisateur et scénariste .

## Filmographie partielle

### Séries TV
- 1979 : Quattro delitti
- 1988 : Euroflics 4 Épisodes
- 1999 : Commissaire Montalbano (Il Commissario Montalbano), série télévisée italienne créée par Andrea Camilleri et diffusée depuis le 6 mai 1999 sur la RAI. En France, la série est diffusée depuis le 1er septembre 2000 sur France 2, puis sur France 3, sous le titre Les Enquêtes de Montalbano durant les étés 2011 et 2012, puis sous son titre actuel à l'été 2013.
- 2007 : L'avvocato Guerrieri
- 2008 : Pinocchio, un cœur de bois, téléfilm anglo-italien, avec Robbie Kay (Pinocchio) et Bob Hoskins (Geppetto).